# 南坡の変
南坡の変（なんはのへん）は、至治3年（1323年）に大元ウルスで発生した政変で、ゲゲーン・カアン（英宗シデバラ）が暗殺された事件。

## 事件の背景
ゲゲーン・カアンの祖母のダギは子のクルク・カアン（武宗ハイシャン）が即位して以来、興聖宮を拠点として絶大な権力を振るうようになっていた。クルク・カアンの死後、弟のブヤント・カアン（仁宗アユルバルワダ）が即位するとダギの権力は一層強化され、それと同時にカアン権力の空洞化も進展した。ブヤント・カアンが亡くなりその息子のシデバラが即位する際にもダギの傀儡政権たることが公然と語られ、ダギの信任を受けたテムデルが太師右丞相として報復人事を行った。
しかし新たに即位したゲゲーン・カアンは父のブヤント・カアンと違って自らが傀儡状態にあることを好まず、ジャライル国王家のバイジュを起用してテムデル勢力の削減を図った。至治2年（1322年）にはダギとテムデルが相継いで亡くなり、自らを掣肘する存在のいなくなったゲゲーン・カアンはバイジュを中書右丞相とし、新政を開始した。その一方でゲゲーン・カアンは旧テムデル勢力を朝廷より一掃する事にも力を注ぎ、テムデルの子供を処刑としその財産を没収した。
曽てテムデルと近しい関係にあったテクシはゲゲーン・カアンの治世の下で御史大夫に任ぜられ、左・右阿速衛（アスト軍閥）を率いていたが、テムデルの子が処刑されたのを見て自らも処罰の対象となるのではないかと不安に駆られるようになった。そこでテクシは同様にゲゲーン・カアンの粛正に怯える旧テムデル派の高官、安西王国を廃止された恨みを持つ有力皇族のオルク・テムル及びアルタン・ブカ、ゲゲーン・カアンの弟でありながら冷遇されていたウドゥス・ブカらと協力してゲゲーン・カアンの暗殺計画を立案した。

## 南坡の変
至治3年8月4日（1323年9月4日）、季節移動を行うゲゲーン・カアン及びバイジュは上都（夏営地）から大都（冬営地）への移動中であり、南坡に天幕を張っていた。テクシは知枢密院事エセン・テムル、大司農シクドゥル、前平章政事チギン・テムル、前雲南行省平章政事オルジェイ、テムデルの子で前治書侍御史のソナム、テクシの弟で宣徽使の鎖南、典瑞院使トゴチ、枢密院副使アサン、僉書枢密院事章台、衛士トゥメン、諸王アルタン・ブカ、ボラト、オルク・テムル、オルク・ブカ、ウドゥス・ブカらとともに、自らの配下にあるアスト兵を率いてゲゲーン・カーンの天幕を襲撃した。
テクシらはまず右丞相バイジュを殺害し、次いで天幕の中にいたゲゲーン・カアンを弑逆した。こうしてゲゲーン・カアンは治世3年、享年21歳で南坡で崩御することとなった。

## その後の影響
南坡の変当時、ゲゲーン・カアンにはまだ息子がおらず、新たなカアンは別の皇統から選ばなければならなくなった。ゲゲーン・カアンと血統が近く、カアンの最有力候補であったのはクルク・カアンの遺児のコシラ（後の明宗）とトク・テムル（後の文宗）であったが、テクシらが実際に擁立したのはやや遠縁の晋王（ジノン）イェスン・テムルであった。
これはそもそもクルク・カアンの遺児を冷遇したのがダギ－テムデル勢力であり、その残党であるテクシ等がカアンに擁立したとしても曽ての恨みから報復人事を行われる事が予想されたこと、またコンギラト部出身のダギの下で栄達したテクシらにとって非コンギラトの母から生まれたクルク・カアンの遺児よりもコンギラト出身の母のブヤンケルミシュを持つイェスン・テムルを擁する方が都合が良かったことなどが理由にあったと考えられている。
しかし、クルク・カアンの遺児こそが正統なるカアンに相応しいと考える勢力は多数残っており、彼等はイェスン・テムルの血統による統治を好まず、その死後に天暦の内乱を引き起こすこととなる。

## 参考資料
- 岡田英弘『モンゴル帝国から大清帝国へ』藤原書店、2010年
- 杉山正明「大元ウルスの三大王国 : カイシャンの奪権とその前後(上)」『京都大學文學部研究紀要』第34巻、京都大學文學部、1995年3月、92-150頁、CRID 1050282677039186304、hdl:2433/73071、ISSN 0452-9774。